# Wala ghaliba illa Allah

Wapenschild van de Nasriden van Granada met de leus Wala ghaliba illa Allah (En er is geen overwinnaar behalve Allah).

Wala ghaliba illa Allah (Arabisch: ولا غالب إلا الله, "En er is geen overwinnaar behalve Allah") is een Arabische uitdrukking die werd gebruikt als het motto van het Nasridische Emiraat Granada, de laatste moslimstaat die over delen van het Iberisch schiereiland regeerde .

## Oorsprong

### In de Koran
Een soortgelijke uitdrukking als "wala ghaliba illa Allah" wordt gevonden in verschillende hoofdstukken van de Koran, zoals hoofdstuk Al-Imran en hoofdstuk Yusuf.

### Theorie van de oorsprong van de Almohaden
Er is een verwijzing naar de zinsnede in het boek Rawd al-Qirtas van Ibn Abi Zara' al-Fassi, waar hij de overwinning beschreef van de Almohaden, geleid door Abu Yusuf Yaqub al-Mansur, in de Slag bij Alarcos op de Iberisch christelijke strijdkrachten: onder leiding van Alfons VIII van Castilië. Ibn Abi Zara' zei: 'Toen Alfonso VIII - moge God hem vervloeken - had besloten moslims aan te vallen met zijn hele leger... hoorde hij de trommels en de trompetten. Hij hief zijn hoofd op om te kijken en zag de vaandels van de Almohaden. naderend; voor hen stond de zegevierende witte vlag, waarop geschreven stond: (Er is geen God dan Allah, Mohammed is de boodschapper van Allah, la ghaliba illa Allah.)"

### Andere theorieën
Een tweede theorie vermeldt dat de Castilianen bij de belegering van Sevilla werden geholpen door een niet nader gespecificeerde Nasridische heerser van Granada. Na de Castiliaanse verovering van Sevilla verwelkomde de menigte in Granada hem en zei: "De overwinnaar (is gekomen)!" De heerser, die er spijt van had dat hij de Castilianen had geholpen, antwoordde door te zeggen: "Er is geen overwinnaar behalve Allah."
Een derde theorie zegt dat, als gevolg van de voortdurende strijd tussen de moslims in Iberië, de moslimbevolking wist dat het einde nabij was, dus begonnen ze de zin op muren en deuren te schrijven, om een stempel achter te laten voor toekomstige generaties om te weten dat de islam ooit regeerde in hun land.

## Gebruik
De uitdrukking wordt meestal gezien in gebouwen in Zuid-Iberië die dateren uit de late periodes van de islamitische overheersing, zoals het Alhambra-paleis.